# Подгорное (микрорайон)
Подго́рное (урочище Подго́рное) — исторический район Всеволожска, находится в его южной части.

## Географические данные
Вытянут узкой полосой по обеим сторонам Колтушского шоссе. С севера ограничен Южным шоссе, с юга — границей города.
Высота центра — 34 м.
| Ближайшие микрорайоны                    | Ближайшие микрорайоны   | Ближайшие микрорайоны           |
| ---------------------------------------- | ----------------------- | ------------------------------- |
| Северо-запад: Коммунально-складская зона | Север: Мельничный Ручей | Северо-восток: Мельничный Ручей |
| Запад: Южный                             |                         | Восток: Ждановские Озёра        |
| Юго-запад:                               | Юг:                     | Юго-восток:                     |

## Название
Название происходит от слившейся со Всеволожском в 1960-х годах деревни Подгорная, располагавшейся «под горой» — под западным склоном камового плато в северной части Колтушской возвышенности.

## История
Деревня Подгорная возникла в конце XIX века как выселок деревни Кальтино, к северу от неё на дороге в Рябово.
До середины 1930-х годов выселок на топографических картах оставался безымянным.
Но по административным данным 1933 года уже существовала деревня Подгорное, которая относилась к Куйворовскому финскому национальному сельсовету.

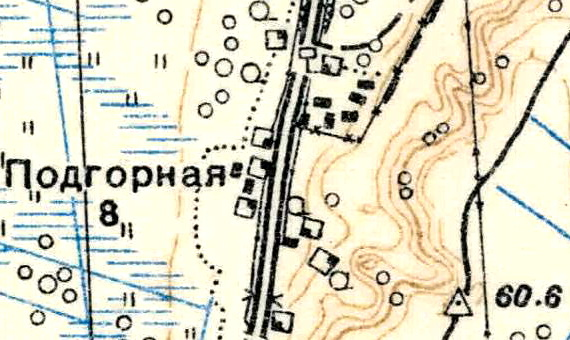
План деревни Подгорная. 1939 год

На картах 1931—1942 годов она обозначена как деревня Подгорная из 8 дворов.
После образования 1 февраля 1963 года города Всеволожска из многочисленных смежных деревень, посёлков, усадеб и хуторов, все они утратили самостоятельность и стали представлять собой микрорайоны или исторические части города.
В 1970-е—1980-е годы в Подгорном находились скотобойня, правление Всеволожского «Общества охотников и рыболовов» и недостроенные промышленные объекты.
Сейчас к востоку от Колтушского шоссе расположена автозаправка, магазин, фермерское хозяйство и некоторые другие объекты инфраструктуры. К западу от шоссе, в урочище Подгорном, согласно генплану города Всеволожска ведётся многоэтажное жилищное строительство.
На некоторых картах микрорайон Подгорное обозначается не на территории бывшей деревни Подгорное, а несколько севернее, в полосе коммунально-складской зоны, ограниченной с востока Колтушским шоссе, проспектом Гоголя с севера и Южным шоссе с юга. До революции эта полоса застройки, граничившая с Ильинским посёлком носила название посёлок Рябовский Бор, а с послевоенных лет по народной этимологии носит название «На торфах».

РЯБОВСКИЙ БОР — посёлок на земле Ильиных, при почтовом тракте от с. Колтуши к Рябову, 10 дворов, 39 м п., 35 ж. п., всего 74 чел. (1896 год)

## Фото

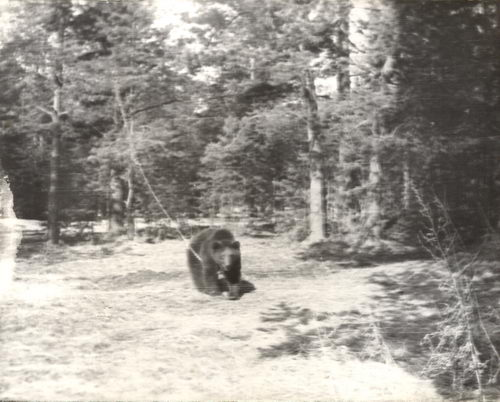
Медведь для притравки лаек. Подгорное. 1972 год
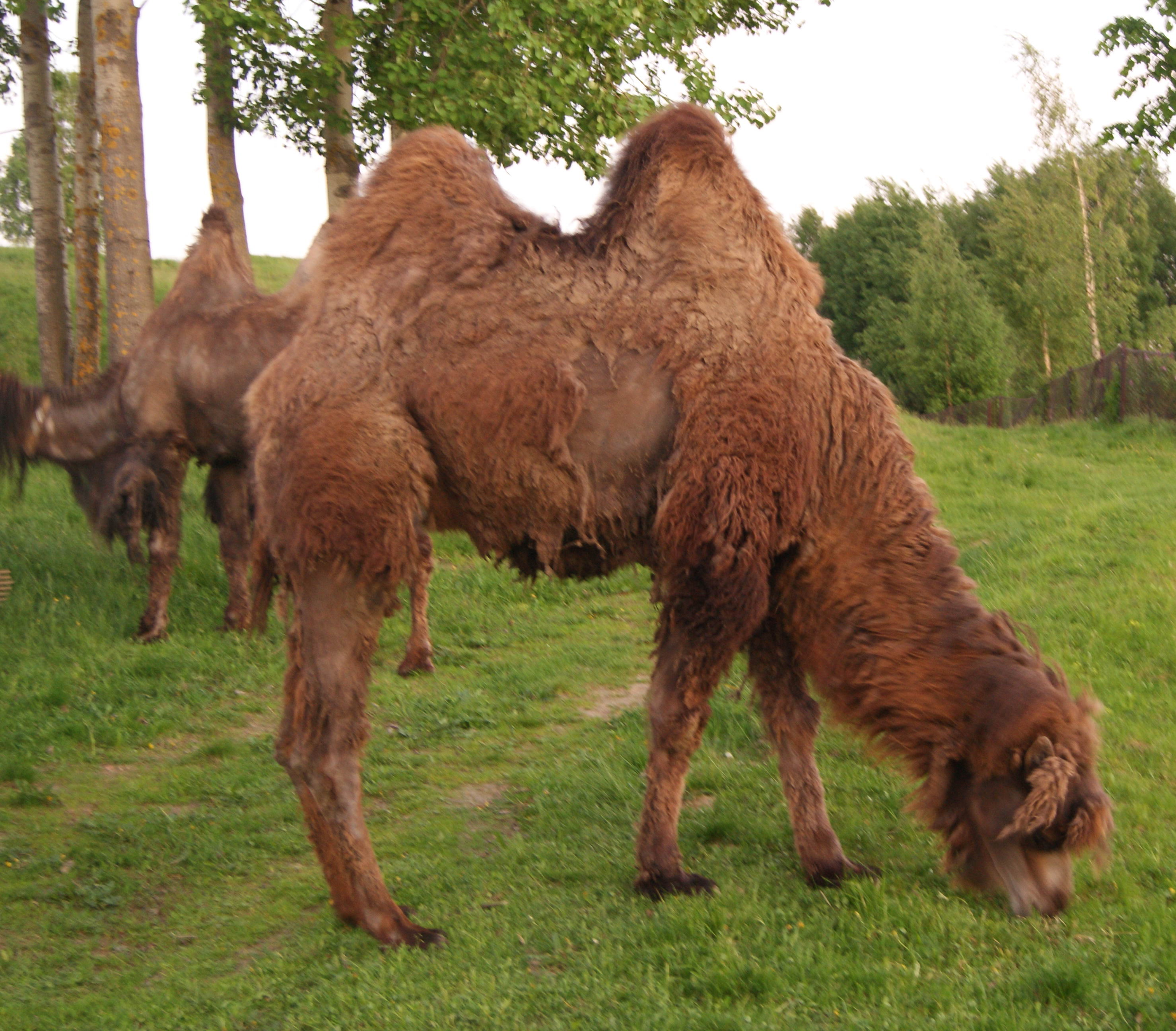
Верблюды фермерского хозяйства. Подгорное. 2009 год